# Фундени (Прахова)
Фундени (рум. Fundeni) насеље је у Румунији у округу Прахова у општини Гура Витиоареј. Oпштина се налази на надморској висини од 294 m.

## Становништво
Према подацима из 2002. године у насељу је живело 927 становника, од којих су сви румунске националности.